# Helicops trivittatus
Helicops trivittatus — вид змій родини полозових (Colubridae). Ендемік Бразилії.

## Поширення і екологія
Helicops trivittatus мешкають в басейнах річок Токантінс і Шінгу в штаті Пара. Вони живуть у водно-болотних угіддях. Живляться рибою.